# Масињано (Анкона)
Масињано је насеље у Италији у округу Анкона, региону Марке.
Према процени из 2011. у насељу је живело 129 становника. Насеље се налази на надморској висини од 239 м.